# Нивелир
Нивелирът е геодезически уред за нивелиране и за определяне разликите във височините между дадени точки.

## Оптични нивелири
Оптичните нивелири се състоят от зрителна тръба, която се върти около една напречна ос, и устройство за вертикализиране на тази ос. Допълнителни елементи на нивелира са статив, компенсатор на вибрациите и приспособление за връщане в хоризонтална плоскост.

## Лазерни нивелири
При лазерните нивелири хоризонталната линия се дава от лазерен лъч. Обикновено те са конструирани така, че лъчът се върти като материализира равнина. Тази равнина може да бъде хоризонтална или вертикална. Отчитането става чрез специални устройства по обикновена лата или такава с цифрово отчитане.